# Ventosa (zoologia)

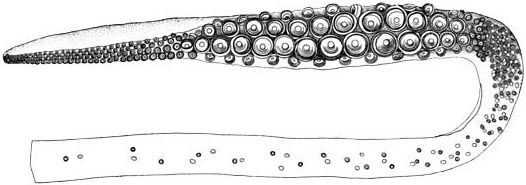
Tentacle de calamar gegant presentant tot un seguit de ventoses.

Les ventoses són òrgans que presenten alguns animals com els cefalòpodes o les sangoneres per tal d'adherir-se a objectes o superfícies. Les ventoses poden ser presents a la boca, a les extermitats o a altres parts del cos. Tenen la característica de presentar una propietat d'enganxar-se a superfícies (normalment planes). Existeix la frase típica de: Sembla que tingui una ventosa! (fent referència a la forma i grandària dels llavis d'una persona)